# Léon Herschtritt
Léon Herschtritt, est un photographe humaniste français, né le 10 décembre 1936 et mort le 21 novembre 2020 à Paris.
Plus jeune photographe à recevoir le prix Niépce en 1960, il a consacré de nombreuses années à l’expertise de la photographie ancienne. 

## Biographie
Né en 1936 à Paris, Léon Herschtritt est brièvement interné au camp de Drancy pendant l’Occupation. Son père ayant pu faire valoir sa nationalité britannique, la famille échappe à la déportation. 
Il se forme au métier de photographe à l’école nationale de la photographie. Très actif dans les années 1960, Léon Herschtritt fait partie du courant de la photographie humaniste. Il a été membre du bureau du club photographique de Paris, « Les 30×40 ».
En 1958, il est mobilisé pour deux ans en Algérie, détaché par l’éducation nationale pour enseigner la photographie. 
Léon Herschtritt ramène de son service militaire, en 1960, son premier reportage Les Gosses d'Algérie, qui est publié dans le magazine Réalités, et qui sera exposé à la maison des Beaux-Arts à Paris. La maquette de ce livre lui vaut le prix Niépce la même année.
En 1963, à la demande du ministère de la Coopération il effectue une mission photographique de trois mois en Afrique noire. Les milliers d’images sur la décolonisation qu’il réalise seront à l’origine de la photothèque du ministère. Elles sont exposées au Musée de l’Homme, avant de circuler en France et dans le monde.
De retour à Paris, il devient reporter-photographe pour France Observateur, La Vie Catholique Illustrée, Réalités, puis photographe indépendant et correspondant à Paris de l’agence Camera Press de Londres.
Léon Herschtritt délaisse la photographie au début des années 1970 et se lance dans la collection de photographies et d’appareils anciens qu’il chine à Drouot et aux Puces, où il finit par ouvrir un stand. Il devient expert spécialisé en photographie ancienne. Il a organisé en 2001 les premières ventes aux enchères de photojournalisme.
Avec sa femme Nicole, il ouvre en 1974 dans le quartier de l’hôtel Drouot, Le Bistrot de Montmartre. Décoré de photographies de sa collection, ce café-restaurant devient un lieu de rencontre pour les photographes.
Léon Herschtritt meurt à Paris le 21 novembre 2020 à l’âge de 84 ans.

## Expositions personnelles
Liste non exhaustive
- 1983 : Exposition itinérante en France sur le thème du portrait
- 2008  : « Noël à Berlin, Le Mur 1961 », Parlement de Berlin de Berlin, «  Paris 60´s », Institut français de Berlin - Expositions réalisées par ParisBerlin>Fotogroup & L’agence La Collection dans le cadre du Mois européen de la photographie (double exposition « Jamais deux fois le même regard »)

- 2009
  - « Noël à Berlin, Le Mur 1961 », Galerie Seine 51, Paris
  - « Léon Herschtritt », Rencontres d’Arles, présenté par Bernard Perrine, Arles, France
  - « Die Mauer-Berlin, 1961 / The Wall-Berlin, 1961  », Institut français, Bonn, Allemagne (en partenariat avec ParisBerlin>Fotogroup)
  - « Die Mauer-Berlin, 1961 / The Wall-Berlin  », 1961, Institut français, Dresde, Allemagne (en partenariat avec ParisBerlin>Fotogroup)
  - « Humanistes ?, rétrospective Léon Herschtritt », «  Portraits connus et inconnus des années 60 », Pavillon de la caserne de Bonne, Grenoble, France - Expositions réalisées par ParisBerlin>Fotogroup
- 2011  : « Carte Blanche », Galerie Seine 51, Paris

- 2012 : «  Rétrospective », Médiathèque, Mâcon, France

- 2013
  - «  Paris des années 60 », Foosaner Art Museum, Melbourne, Floride, Etats-Unis
  - «  Die Mauer », Berlin 1961, Stiftung Berliner Mauer, Berlin, Allemagne

- 2016 
  - « Léon Herschtritt, photographe à vie », Galerie Esther Woerdehoff , Paris[2],[3]
  - « La fin d’un monde », Musée Nicéphore Niépce, Chalon-sur-Saône, France

- 2023
  - « Léon Herschtritt, Un regard sur les années gaulliennes », Musée de l'Armée, Paris, sept.-déc. 2023 (en vue de l'acquisition du fonds Herschtritt par ce musée)

## Expositions collectives
Liste non exhaustive
- 1986 : Exposition mondiale de la photographie de Karl Pawek et « Paris Mai 68 » du Club photographique de Paris, les « 30/40 »
- 2006 : « La photographie humaniste  », Bibliothèque Nationale, Paris
- 2007 : « Réalités », Maison Européenne de la Photographie, Paris
- 2008 : « Mai 68 », Cosmos Galerie, Paris
- 2010 : « 55 ans de photographie à travers le Prix Niépce », Le Musée du Montparnasse / Gens d’images, Paris

- 2014 : Exposition collective permanente sur le mur de Berlin, Gedenkstätte Berliner Mauer (Mémorial), Berlin.
- 2017 : « Afrique humaniste », avec Malik Sidibé, Seydou Keita, J. D. 'Okhai Ojeikere, galerie Bernard Dulon, Paris[5]

## Prix et récompenses
- 1960 : Prix Niépce Gens d’images pour la maquette de son livre « Les gosses d’Algérie  »[4],[3].
- 1966 : Prix Gens d’images pour la maquette de son livre « Au hasard des femmes  »[4] .

## Publications
- « Au hasard des femmes », Robert Morel éditeur, 1966
- « La célébration des putains , selon l’Ancien et le Nouveau Testament  » livre disque avec des chansons de Georges Brassens, Juliette Gréco, Catherine Sauvage et Guy Béart. Robert Morel éditeur/Philips, Forcalquier, 1968
- Portfolio de 10 photographies sur le thème du couple, 1974
- « Jamais deux fois le même regard », concernant les photographies de sa collection personnelle, tirage limité, 1996
- « Die Mauer, Berlin 1961 », avec Hervé Le Goff, préface de Walter Momper (Bourgmestre-gouverneur de Berlin de 1989 à 1991), édition trilingue, 2009, La Collection, Paris
- « Léon Herschtritt, photographies », tiré à 300 exemplaires et numérotés, 2012